# Euan Henderson (Fußballspieler)
Euan Henderson (* 26. Juni 2000 in Edinburgh) ist ein schottischer Fußballspieler, der beim Airdrieonians FC unter Vertrag steht.

## Karriere
Euan Henderson wurde im Jahr 2000 in der schottischen Hauptstadt Edinburgh geboren und wuchs im Stadtteil Trinity auf. Ab 2014 spielte in seiner Heimatstadt im Nachwuchsbereich von Heart of Midlothian, wo er zu Beginn in der U-15-Mannschaft eingesetzt wurde. Bereits im Alter von 16 Jahren debütierte er für die Profimannschaft der Hearts am letzten Spieltag der Scottish Premiership-Saison 2016/17 im Auswärtsspiel gegen Celtic Glasgow als er für Alexandros Tziolis eingewechselt wurde. In den folgenden Jahren wurde er an den FC Montrose, Alloa Athletic und FC Queen’s Park verliehen.